# Rafflenbeul
Rafflenbeul ist ein Weiler in Breckerfeld im Ennepe-Ruhr-Kreis im Regierungsbezirk Arnsberg in Nordrhein-Westfalen (Deutschland).

## Lage und Beschreibung
Rafflenbeul liegt im Nordwesten des Breckerfelder Stadtgebietes auf 374 Meter über Normalnull im Bezirk Waldbauer an der Stadtgrenze zu Hagen. Der Ort ist über eine Zufahrt erreichbar, die bei Zurstraße von der Landesstraße L528 abzweigt und auch Heide,  Dicken und Brake anbindet. Weitere Nachbarorte sind Branten, Eicken, und Möcking. 
Der Ort liegt auf der Höhenlage des 405 Meter über Normalnull hohen Rafflenbeuler Kopfs zwischen den Tälern der Bäche Hombecke und Köttinger Bach.
Die Telefon-Vorwahl lautet (im Gegensatz zum Großteil Breckerfelds) 02331, da die Telefonleitungen in der Vergangenheit von Hagen aus gelegt wurden.

## Geschichte
Aus prähistorischer Zeit sind am Rafflenbeuler Kopf hügelartige Erhebungen bekannt, die als Grabbauten gedeutet werden können.
Rafflenbeul wurde erstmals 1229 als Lehen des Frauenstifts Herdecke erwähnt. Ein Gut lieferte 12 Denare und 1 Schwein, im 14. Jahrhundert 15 Pfennig an das Stift. Von 1353 bis 1432 wurde der Ort als bonis in Raffelenbolen im Volmarsteiner Urkundenbuch geführt und 1453 to Raffenbole genannt. Ein Fridagh von Huckarde war mit zwei Gütern in Raffenbolen und 4 Schillingen Rente belehnt. 1469 besaß Peter von Rafenbole ein Volmarsteiner Lehngut. 
Rafflenbeul gehörte ehemals zur Bauerschaft Waldbauer und im Amt Wetter, Kirchspiel und Gericht Hagen zur Grafschaft Mark. Laut Schatzbuch der Grafschaft Mark von 1486 hatten in der Waltburschop ein Hanß to Raffelenboele 8 Goldgulden, Steven ibidem 5 Goldgulden und Evert ibidem 5 Goldgulden an Abgabe zu leisten. 1523 wurde ein Johan to Raffelenbole im Breckerfelder Urkundenbuch genannt. Im Jahre 1705 waren Johann und Caspar zu Raflenböele mit Abgaben an die Rentei Wetter im Kataster verzeichnet.
Die Deutung des Ortsnamens kann mit Hügel der Raben umschrieben werden.

## Sonstiges
In Hagen-Eilpe produziert seit 1902 die gleichnamige Stahlwarenfabrik Rudolf Rafflenbeul.
In Solingen lebte und wirkte der Stadtorganist Herbert Rafflenbeul (1912–2001), Kulturpreisträger der Solinger Bürgerstiftung Baden (1992).
In Frankfurt am Main wurde die Schriftstellerin Stefanie Jahnke geb. Rafflenbeul geboren (* 1978).